# Veselin Đuranović
Veselin Djuranovič (em sérvio cirílico: Веселин Ђурановић) (17 de maio de 1925 - 30 de agosto de 1997) foi um político comunista de Montenegro.
Djuranovič nasceu perto de Danilovgrad, no então Reino dos Sérvios, Croatas e Eslovenos.
Atuou como presidente do conselho executivo de Montenegro entre 1963 e 1966. Depois serviu como presidente do Comitê Central da Liga dos Comunistas de Montenegro entre 1968 e 1977. Em 1977, passou para a política nacional da Iugoslávia, servindo como presidente do conselho executivo (primeiro-ministro) da Iugoslávia entre 1977 e 1982.
Djuranovič fez uma visita de Estado à República Socialista da Checoslováquia em outubro de 1977, onde se reuniu com o primeiro-ministro Lubomír Štrougal. Em 1981, Djuranovič assinou um pacote de crédito da República Federal da Alemanha de 1,4 mil milhões de marcos em fundos para a Iugoslávia.
Depois serviu como presidente da Presidência de Montenegro entre 1982 e 1983. Ele se tornou o membro de Montenegro da presidência coletiva da Iugoslávia, e atuou como presidente da Presidência da Iugoslávia entre 1984 e 1985.
Em 1989, todo o governo de Montenegro e o Comitê Central do Partido Comunista renunciou, inclusive Djuranovič. Após o colapso do regime comunista, retirou-se para sua cidade natal de Martinići, onde morreu, aos 72 anos.